# Черепашки-ніндзя
Черепашки-ніндзя (англ. Teenage Mutant Ninja Turtles [TMNT], у Європі — англ. Teenage Mutant Hero Turtles [TMHT]) — це вигадана команда з чотирьох черепах-мутантів, які вчаться майстерності ніндзя зі своїм сенсеєм, пацюком-мутантом, вчителем Сплінтером. Ховаючись від суспільства у каналізації Мангеттена, вони борються зі злом на вулицях міста Нью-Йорк.

## Історія проєкту
Черепашки-ніндзя вперше з'явилися на сторінках коміксу, виданого «Mirage Studios» у 1984 році. Ідея про черепашок-мутантів з'явилась у двох друзів, Кевіна Істмена і Пітера Лерда, одного вечора, коли вони разом малювали комічні малюнки. Позичивши гроші у дядька Істмена, молоді художники самі випустили перший випуск коміксу, який за початковою задумкою мав бути пародією на чотири популярні комікси 80-х: «Daredevil» і «New Mutants» від «Marvel Comics», «Cerebus» від Дейва Сіма і «Ronin» від Френка Міллера.
Більшою частиною свого успіху Черепашки-ніндзя зобов'язані агенту по ліцензуванню, який запропонував Істмену і Лерду розвити успіх коміксу, налагодивши випуск супроводжуючих товарів до нього. 1988 року в «Playmates Toys Inc.», невеликій каліфорнійській компанії, випустили іграшки-черепашки. Черепашки-ніндзя відзначились і в історії попкультури. Скоро Черепашки-ніндзя були всюди: починаючи з чашок і закінчуючи скейтбордами, зубними щітками і одягом.
У теперішній час йде планомірне відродження бренду, якому пішов на користь вихід нового мультсеріалу, а також нової лінії фігурок від «Playmates», відеогри від «Ubisoft» і комп'ютерного повнометражного мультфільму, який вийшов 2007 року.

## Сюжет
Одного разу хлопчик випустив з рук банку з чотирма маленькими черепашками, і вони провалилися у каналізаційну решітку. А поблизу їхала вантажівка з хімікатами. Одна каністра випала, розбилася, хімікати потекли у каналізацію і вилилися на черепашок. На щастя, їх знайшов пацюк, однак він і сам потрапив у хімікати. Минали роки, і через хімікати черепашки і щур почали рости. Так щур став батьком і вчителем ніндзя. Звідки він знав прийоми ніндзя? Річ у тому, що до того, як знайти черепашок, щур жив із майстром ніндзя Хамато Йоші, який навчав маленького домашнього щура прийомів ніндзя. До того жахливого дня, коли до нього увірвався суперлиходій — ніндзя Шреддер, та його клан ніндзя Ноги. Вони вбили Йоші, щур залишився сам і поселився у каналізації. Однак найбільше Сплінтер боявся того, що через кілька років йому треба буде розказати цю жахливу історію своїм черепашкам. Пройшло ще декілька років, і прийшов час розкритися. Сплінтер розповів черепашкам про своє минуле. Черепашки поклялися стерти Шреддера з обличчя Землі і виконали свою обіцянку. І тепер вони можуть достойно зникнути у темряві.

## Головні герої

Черепашки-ніндзя у мультсеріалі 1987—1996

- Донателло, Дон — «мозок» команди, геніальний технік, який володіє бойовою палицею-бо і завжди готовий допомогти своїм братам. Він винайшов знаменитий «Черепахомобіль», улюблений мотоцикл Рафаеля та багато інших винаходів, які допомагають Черепашкам у боротьбі зі злом. Донателло, напевно, найспокійніший з братів, тому у нього багато друзів. Донателло носить фіолетову пов'язку.
- Рафаель, Раф — найсильніший і найагресивніший з усіх братів, володіє тризубцями-саями. Він прагне довести, що може стати лідером, а тому у нього часто виникають конфлікти з Леонардо. Попри те, що він часто конфліктує з братами, Рафаель дуже емоційний. Рафаель деякий час виховував Шедоу Джонс, дочку Кейсі Джонса від попереднього шлюбу. Рафаель носить червону пов'язку.
- Леонардо, Лео — лідер команди, володіє мечами катана, і є найкращим учнем Сплінтера. Леонардо приділяє багато часу тренуванням та медитації і напрочуд серйозно ставиться до занять вчителя Сплінтера. Леонардо, як і Рафаель, дуже емоційний і тяжко переносить втрати. Леонардо носить блакитну пов'язку.
- Мікеланджело, Мікі — найсмішніший і найвеселіший член команди, майстерно володіє нунчаками. Мікеланджело обожнює піцу. Він часто катається на скейті каналізацією. Попри те, що Мікеланджело найменш розумний член команди, він дуже сильний і часто допомагає братам. У нього є котик Кланк, якого він знайшов на вулиці. Мікеланджело носить помаранчеву пов'язку.
- Сплінтер — майстер бойових мистецтв, який навчає Черепашок. Він готовий завжди підняти дух команди. Сплінтер був ручним щуром майстра ніндзя Хамато Йоші. Шреддер вбив Йоші, а Сплінтер потрапив до каналізації, де знайшов черепашок у мутагені і сам став великим щуром. Він згадав уроки майстра Йоші і навчив бойових мистецтв своїх черепашок, які з часом стали командою ніндзя.
- Шреддер — лідер клану Ноги. Його справжнє ім'я — Ороку Сакі. Саме він вбив Хамато Йоші. Він дуже жорстокий, декілька разів йому майже вдавалося знищити Черепашок. Шреддер зайняв 39-те місце у списку 100 наймогутніших злочинців за версією IGN.
- Ейпріл О'Ніл — найкраща подруга черепашок. Черепашки познайомились з нею, коли на неї напали маузери — роботи-щуролови під керівництвом злочинця Бакстера Стокмена. Ейпріл часто допомагає Черепашкам. Зараз Ейпріл — дружина Кейсі Джонса.
- Кейсі Джонс— друг черепашок, який помішаний на боротьбі із законопорушниками. Він розбирається зі злочинцями найрадикальнішими методами. Його зброя — спортивне спорядження, таке як бейсбольна бита та хокейна ключка. Деякий час Черепашки вважали Кейсі божевільним. Колись у Кейсі була дівчина — Гебріель Джонс, яка була вагітна від італійського мафіозі. Вони одружилися, але Гебріель померла під час пологів. Через деякий час Кейсі познайомився з Ейпріл, вони закохалися і через деякий час одружилися.
- «Клан Ноги»— давній японський клан ніндзя. Учасниками клану деякий час були Хамато Йоші та Ороку Сакі. Після того, як Сакі вбив Йоші, він став правителем клану, а сам клан став кланом вбивць.

## Фільмографія
- Черепашки-ніндзя (1990) — Черепашки вперше повинні протистояти Шреддеру, воїну, який вбив Хамато Йоші. Також вони знайомляться з телеведучою Ейпріл О'Ніл, на яку напали воїни клану «Ноги» та Кейсі Джонсом, месником, який розбирається зі злочинцями найжорстокішими методами.
- Черепашки-ніндзя 2: Секрет Каністри (1991) — цього разу Черепашки повинні викрасти мутаген у воскреслого Шреддера, його клану Ноги, його мутантів, Токка і Разара, та його старого учня Татсу.
- Черепашки-ніндзя 3: Подорож у часі (1993) — Ейпріл повертається з відпочинку і привозить всім подарунки. Для Сплінтера вона придбала скіпетр, який переніс її у часі. Тепер Черепашки теж мусять перенестись у минуле і врятувати Ейпріл, але разом з цим у них виникають інші неприємності.
- Підлітки-мутанти черепашки-ніндзя (2014) — рімейк фільму 1990 року, черепашки повинні протистояти Шреддеру і Еріку Сайксу, разом з телеведучою Ейпріл О'Ніл.
- Підлітки-мутанти черепашки-ніндзя 2 (2016) — сиквел фільму 2014 року.

## Фільми та серіали
- Юні мутанти черепашки ніндзя 3 (1993).
- Черепашки Ніндзя: Наступна мутація (1997) — Черепашки знайомляться з Венерою, ще одною Черепашкою, яку виховував японський майстер ніндзя. Вона — єдина, хто може допомогти Черепашкам розібратися зі Шреддером.

## Анімація

### Мультсеріали
- «Черепашки-ніндзя» (1987–1996) — черепашки лише вчаться протистояти злу, і знайомляться з іншопланетянином Кренгом, ніндзя Шреддером та його мутантами, Бібопом і Рокстеді. Серіал завоював велику популярність серед дітей і протримався на екрані цілих десять років.
- «Черепашки-ніндзя» (2003–2009) — зовсім нова історія за основу якої беруться перші комікси від Mirage Studios.
- «Черепашки-ніндзя» (2012—2017) — нова історія про черепашок-ніндзя. Мультсеріал бере основу черепашок 1987 та 2003 років.
- «Еволюція черепашок-ніндзя» англ. Rise of the Teenage Mutant Ninja Turtles (2018)

### Мультфільми
- «Черепашки-ніндзя» (2007)  — Черепашки мають допомогти клієнту Ейпріл, Максиміліану Уїнтерсу, який насправді виявляється воїном Йоатлем, який завоював безсмертя 3000 років тому, знову стати смертним.
- «Черепашки назавжди» (2009)  — у світ сучасних Черепашок потрапляють Черепашки з мультсеріалу 1987 року. Їхній Шреддер планує знищити Черепашок з усіх вимірів, але для цього йому потрібно знищити найперших Черепашок. Тепер вони повинні вирушити у світ Черепашок з найпершого, чорно-білого, коміксу.

### Показ в Україні
В Україні всі мультсеріали (до 2017 року) було показано на телеканалах «Інтер», «ICTV», «УТ-1», «2+2», «ТЕТ» та «QTV». Зокрема, телеканал «УТ-1» показав мультсеріал 1987 року з українським двоголосим закадровим озвученням.

## Комікси
- Eastman and Laird's Teenage Mutant Ninja Turtles (Черепашки-ніндзя Істмена і Лерда) — найперший, чорно-білий комікс про Черепашок. У цьому коміксі вони не веселі та добродушні Черепашки, а жорстокі ніндзя, які мають майже однакову зовнішність і майже нічим не відрізняються один від одного.
- Tales Of TMNT (Історії про Черепашок Ніндзя) — різноманітні історії про життя Черепашок-ніндзя. Доповнює історії коміксів Істмена та Лерда.
- Teenage Mutant Ninja Turtles Dreamwawe (Черепашки-ніндзя Dreamwawe) — комікс, створений за мотивами мультсеріалу 2003 року.
- Teenage Mutant Ninja Turtles IDW (Черепашки-ніндзя IDW)  — У квітні 2011 року IDW Publishing оголосив, що придбав ліцензію на публікацію нових колекцій сюжетних ліній Mirage та нової постійної серії. Перший випуск нової серії вийшов 24 серпня 2011 року. Співавтор черепах Кевін Істман та Том Вальц пишуть, а художниками виступили Істман та Ден Дункан.
- Teenage Mutant Ninja Turtles Archie (Черепашки-ніндзя Archie) — комікс, створений за мотивами мультсеріалу 1987 року.

## Комікси про Черепашок Ніндзя українською

### «Невідворотність Змін»(Fireclaw)
9 жовтня 2019 року стало відомо, що українське видавництво коміксів «Fireclaw» розпочало роботу над перекладом першої книги коміксів американського видавництва IDW під українською назвою «Невідворотність Змін».

Новий світ відкриває двері для Черепашок… Команда розпалась, і Рафаель змушений блукати вулицями Нью-Йорка в пошуках їжі та даху над головою. Його брати продовжують пошуки разом з учителем Сплінтером, але єдине що вони знаходять, — це великі неприємності на чолі з котом-мутантом Старим Бісом і його бандою. І поки розкривається таємниця минулого черепашачої сім'ї, їхнє майбутнє висить на волосині!

До збірки входить з першого по четвертий випуски «The Teenage Mutant Ninja Turtles» авторства Кевіна Істмана, Тома Вальца та Дена Дункана.

### «Нова Ера»[1](TUOS Comics)
У 2019 році українське видавництво TUOS Comics викупило ліцензійні права на видання коміксів видавництва IDW за мотивами мультсеріалу 2018 року «Rise of Teenage Mutant Ninja Turtle». У грудні видавництво анонсувало вихід двох книг з серії «Нова Ера», до них увійшли перші п'ять випусків оригінальних коміксів.

### «Нові анімовані пригоди»[3](TUOS Comics)
Опісля видання коміксів за мотивами мультфільму Nickelodeon 2018 року українське видавництво TUOS Comics наприкінці лютого 2020 анонсували вихід нового коміксу по всесвіту черепашок ніндзя. На цей раз комікс перекладений українською оповідає сюжет мультфільму 2012 року, а в перший том увійшло чотири випуски оригінального коміксу видавництва IDW під назвою «Teenage Mutant Ninja Turtles New Animated Adventures».

### «Могутні Рейнджери— Черепашки Ніндзя»(LANTSUTA)
У 2020 році стартувала нова мінісерія «Енергоморфні Могутні Рейнджери / Підлітки Мутанти Черепашки Ніндзя» (англ. «Mighty Morphin Power Rangers / Teenage Mutant Ninja Turtles») від видавництв «BOOM! Studios» та «IDW Publishing». Кросовер об'єднав Черепашок-ніндзя та Могутніх Рейнджерів, які до цього перетиналися в рамках серіалу «Нова Мутація». Могутні Рейджери і Черепашки Ніндзя вперше зійшлися у бою на сторінках коміксу, щоб стати командою року. За сценарієм авторства Райяна Парротта («Могутні Рейнджери: Необхідне зло») та ілюстраціями від Сімон ді Мео («Могутні рейнджери: Поза Мережею»), Могутні Рейнджери вперше зійдуться у бою, і, можливо, об'єднаються, з Черепашками Ніндзя. Влітку 2020 видавництво «LANTSUTA» анонсувало видання першого коміксу з мінісерії. А офіційний реліз коміксу запланований на жовтень-листопад 2020.

## Відеоігри
- Teenage Mutant Ninja Turtles (2003) — гра за мотивами першого сезону мультсеріалу 2003 року. Черепашки знайомляться з Ейпріл та Кейсі і наживають собі нових ворогів. Платформи: PlayStation 2, Xbox, GameCube, PC.
- Teenage Mutant Ninja Turtles 2: Battle Nexus (2004) — продовження гри про Черепашок. Гра створена за мотивами другого сезону нового мультсеріалу. Тепер черепашки повинні знищити Шреддера і випробувати свої сили у міжгалактичному турнірі Нексуса. Платформи: Game Boy Advance, PlayStation 2, Xbox, GameCube, PC.
- Teenage Mutant Ninja Turtles 3: Mutant Nightmare (2005) — третя частина гри про Черепашок. Створена за мотивами третього сезону мультсеріалу. Цього разу Черепашки повинні боротися з трицератонами, зі Шреддером, який ожив; з Бішопом та іншими небезпечними маніяками. Платформи: PlayStation 2, Nintendo DS, Xbox, GameCube.
- Teenage Mutant Ninja Turtles: Mutant Melee (2005) — файтинг за сюжетом мультсеріалу 2003 року. Платформи: Xbox, GameCube, PC, Playstation 2.
- TMNT (2007) — гра за мотивами повнометражного мультфільму Кевіна Мунро. Платформи: GameCube, Nintendo DS, PC, PlayStation 2, PlayStation Portable, Wii, Xbox 360.
- Teenage Mutant Ninja Turtles: Smash Up (2009) — 2.5D файтинг за участю Черепашок. Платформи: Wii, PlayStation 2.
- Turtles in Time: Re-Shelled (2009) — 3D версія класичної гри 1991 року. Платформи: Xbox Live Arcade, PlayStation Network.